# هادي زاده (مقاطعة فسا)
هادي زاده (بالإنجليزية: Tolombeh-ye Hadizadeh)‏ هي human-geographic territorial entity تقع في فارس في إيران.